# ブリティッシュ ベイクオフ
ブリティッシュ・ベイクオフ（The Great British Bake Off）は、イギリスの料理コンテスト番組。
2010年から2013年（第1から第4シーズン）はBBC Two、2014年から2017年（第5から第7シーズン）はBBC One、2018年（第8シーズン）以降はチャンネル4で放送されている。
放送開始以来シーズンを追うごとに人気は高まり、「イギリスで視聴率トップの人気番組」とも言われる。放送局がBBCからチャンネル4に移動したときは現地の新聞の一面で報道された。2022年時点で、世界35か国で放映されている。
日本ではDlifeで、2017年1月より第4シーズン、2018年7月より第5シーズン、2019年1月より第6シーズン、2019年7月より第7シーズンが放送された。Dlife閉局後は、2020年にクリスマススペシャルがFOXチャンネルで放送され、2021年2月からはDlife版と同様に第4シーズンからを放送した。さらに2024年3月にFOXチャンネルがDlifeに名称変更されたのちも、引き続き第12シーズンからの放送を行っている。
NHK Eテレでも1週分を前後編に分け30分ずつの形態を採って、2022年4月7日から毎週木曜夜10時の放送枠で放送を開始。6月23日まで第1シーズン、6月30日から10月13日まで第2シーズンが放送された。それに先立ちBSプレミアムで同年1月17日から第1シーズン、3月7日から第2シーズンが集中放送された（時間は早朝6時、第3～4シーズンはBSでは放送なし。2025年2月6日から3月26日まで深夜2～5時の枠で第5シーズンが不定期放送された）。第2シーズン終了後は『ソーイング・ビー』と交互に放送する形となり、2023年4月6日から8月17日まで第3シーズンを、2024年4月4日から9月12日までは第4シーズンを、2025年4月3日から8月14日まで第5シーズンを放送した。NHK版は『ブリティッシュ・ベイクオフ1』というようにタイトルにシーズン名を付している（スピンオフは放送されていない）。第3シーズン以降HDで製作されているため認識されにくいが、本国で11年前に放送された内容となる。

## 概要
事前オーディションで選考されたアマチュア料理家（番組内では「ベイカー」（Baker）と呼ばれる）たちが、毎週与えられるテーマに沿ったパンやパイ、ケーキや焼き菓子などの出来栄えを10週に渡って競い合う番組。
ひとつのシーズンに参加するベイカーは12名（第1シーズンは10名、第4シーズンは13名）。
各ベイカーには1人1台ずつのオーブンやグリル、製菓用ミキサー、IHヒーターなどを備えた調理台が割り当てられ、毎週、下記3つのチャレンジに挑戦する。
オリジナルチャレンジ(Signature Challenge)
事前に用意し試作した、自分が得意なレシピで作成する。
テクニカルチャレンジ(Technical Challenge)
審査員（第7シーズンまではポール又はメアリー）が作成した簡素なレシピ（焼成温度や焼く時間、混ぜる順序、材料を刻む細かさなどが省かれている）と材料が会場で与えられ、それを用いて課題を作成する。課題は事前に知らされず、レシピと材料は全ベイカーに同じのものが用意される。
完成品はどのベイカーが作ったかわからない状態で審査され、順位発表でベイカーは挙手してその作品を作ったことを告げる。
マスターピースチャレンジ(Showstopper Challenge)
事前に用意したレシピとデザインでそれぞれの技術と個性を競う。
各チャレンジには制限時間が設けられ、司会者による「ベイク！（Bake!)」の掛け声で一斉に調理を開始する。
ベイカーはその時間内で材料の準備、生地の醗酵、焼き上げ、冷却、飾り付けなどの作業をすべて終わらせる。

その後、各チャレンジごとに審査員による試食と批評が行われる。「テクニカルチャレンジ」だけは全員の順位も発表される。

さらに、3つのチャレンジの出来から総合的に判断し、審査員による総合評価が低かった1から2名が脱落し、その週に最も評価が高かった者は、「スターベイカー」(Star Baker)の称号を得る。
決勝では、それまでに勝ち残った3名のベイカーからその年の優勝者が選ばれる。決勝競技終了ののち、ベイカーたちのその後を短く紹介するエピローグが付く。

## 出演者
「声」は吹き替え声優。Dlife版／NHK版の順に記載
| シーズン | 審査員                                                                                           | 司会進行                                                                                              |
| -------- | ------------------------------------------------------------------------------------------------ | --- |
| 1 - 7    | ポール・ハリウッド （英語版）声-永野善一／楠大典 メアリー・ベリー （英語版） 声-羽鳥靖子／唐沢潤 | スー・パーキンス （英語版）声-小島幸子／本田貴子 メル・ギェドロイツ （英語版）声-濱口綾乃／樋口あかり |
| 8 - 10   | ポール・ハリウッド プルー・リース （英語版）                                                     | ノエル・フィールディング （英語版） サンディ・トクスヴィグ （英語版）                                 |
| 11 - 13  | ポール・ハリウッド プルー・リース （英語版）                                                     | ノエル・フィールディング マット・ルーカス （英語版）                                                  |
| 14 -     | ポール・ハリウッド プルー・リース （英語版）                                                     | ノエル・フィールディング アリソン・ハモンド （英語版）                                                |

## テーマ

### 第1シーズン（2010年）
- 第1週：ケーキ
  - オリジナルケーキ
  - ビクトリアサンドイッチケーキ（スポンジの間にジャムを挟んで粉砂糖を振りかけたケーキ）
  - お祝い用のチョコレートケーキ
- 第2週：ティータイムのお菓子
  - ビスケット
  - スコーン
  - メレンゲ菓子・マカロン・シュークリーム
- 第3週：パン
  - オリジナルブレッド
  - コブローフ（イギリス伝統の丸パン）
  - バスケットいっぱいのパンを作る（食事系・スイーツ系を12個ずつ）それぞれ3種類まで作っていいが、すべてが審査対象に入る。
- 第4週（準々決勝）：プディング
  - オリジナルプディング
  - レモンスフレ：あるベイカーが卵黄を入れ忘れるアクシデントがあった。
  - 3種類のプディング（クランブル・パンプディング・スェットプディング（suet pudding、生地にスエット（牛や羊の脂）を使った伝統的なプディング））
- 第5週（準決勝）：ペイストリー
  - お惣菜系のオリジナルセイボリーパイ
  - コーニッシュパスティ（ショートクラスト生地に肉と野菜のフィリングを詰めた半月型のパイ）
  - 3種類のペイストリーのセット 2種（セイボリー系のカナッペのセット・スイーツ系のタルトのセット）
- 第6週（決勝　前編）：24個のプチケーキ
  - ポールとメアリーが後編のチャレンジに向けて、どのベイカーを脱落するかで大もめになるアクシデントがあった。
- 第7週（決勝　後編）：ガーデンパーティ
  - スコーン・シュークリーム・タルト・サンドイッチの4種のアフタヌーンティーセットを作る。：あるベイカーがシュー生地の出来に納得できず、ごみ箱ではなく流しに捨てるアクシデントがあった。

### 第2シーズン（2011年）
- 第1週：ケーキ
  - カップケーキ 24個（2種まで） カップケーキにアイシングを施すこと
  - コーヒーとくるみのバッテンバーグケーキ
  - 2段以上のお祝い用ケーキ：あるベイカーがケーキを落として1段になってしまうアクシデントがあった。
- 第2週：タルト
  - セイボリーキッシュ
  - レモンタルト
  - スイーツ系のミニタルト 2種24個：あるベイカーが材料の計量ミスによって焼き型から作品をはずせなくなり、そのまま提出するアクシデントがあった。
- 第3週：パン
  - 型を使わずに焼く味つけパン：あるベイカーが材料を切る際に指を切るアクシデントがあった。
  - フォカッチャ
  - かごいっぱいのパン パンに入れるかごもパン生地で作らなければならない。かごに入れるパンは24個で、スイーツ系・セイボリー系どちらでもいいが2種まで
- 第4週：ビスケット：2人がスターベイカーに選ばれた
  - ビスケット 12個
  - ブランデースナップ 24個
  - マカロン 3種60個
- 第5週：パイ：2人が脱落した
  - ポットパイ
  - ポークパイ 6個：焼き上げたあと1晩寝かせる必要があるため、試食と結果発表は翌日行われた。
  - メレンゲパイ
- 第6週（準々決勝）：デザート
  - ベイクドチーズケーキ
  - チョコレートルーラード(メレンゲの生地でクリームを巻くロールケーキ)
  - クロカンブッシュ
- 第7週（準決勝）：パティスリー
  - レイヤードムースケーキ
  - アイスドフィンガー(アイシング・パン)  12個
  - デニッシュ生地のペイストリー 3種　いずれも同じ生地から作ること
- 第8週（決勝）
  - ミルフィーユ 12個　パイ生地は3層、フィリングは2層にすること
  - ザッハトルテ
  - プチフール 3種（メレンゲ、スイーツ系、スポンジベース）テーマは「英国の夏」

### 第3シーズン（2012年）
- 第1週：ケーキ
  - アップサイドダウンケーキ　
  - ラムババ 4個
  - 断面に隠しデザインが施されたケーキ
- 第2週：パン
  - フラットブレッド 12個（酵母を使用したものとしないものの2種）
  - 八本編みのローフ
  - ベーグル 24個（セイボリー系とスイーツ系の2種）
- 第3週：タルト
  - タルトタタン
  - トリークルタルト
  - 一流店のウィンドーに見合うフルーツタルト
- 第4週：デザート：メルが休みのためスーのみで司会進行
  - トルテ　高さは20センチ以上、また小麦粉以外の粉を使用すること
  - クレームカラメル：ベイカー2人が卵の扱いを間違って十分に固まらず、焼き型の器に入れたまま提出するアクシデントがあった。
  - メレンゲデザート 4段であること
- 第5週：パイ
  - ウェリントン（パイ生地で覆ったセイボリーパイ）　長さは8インチ以上あること
  - ハンドレイズドパイ（湯練りペイストリー）　成形にはドリー（木製の型）を使用すること：焼き上げたあと1晩寝かせる必要があるため、試食と結果発表は翌日行われた。
  - 甘いアメリカンパイ
- 第6週：プディング
  - スポンジプディング 2種12個
  - クイーン・オブ・プディング
  - シュトルーデル：あるベイカーがフードプロセッサーで指を切る大けがをし応急処置を受けたため実質リタイアとなり、不公平に脱落するのはいかがなものかという理由で脱落者がゼロというアクシデントがあった。
- 第7週：甘い生地（sweet dough）：前週の措置を受けて2人が脱落した
  - イースト菌を使ったスイーツ系パン 24個
  - ジャムドーナッツ 10個
  - セレブレーションローフ：発酵に長時間かかるベイカーがいるため、通常2日目に行われるマスターピースチャレンジが1日目の最後にスタートした。
- 第8週（準々決勝）：ビスケット
  - クラッカー 48枚
  - チョコレートティーケーキ(ビスケットの土台の上にマシュマロがのり、チョコレートで覆われたケーキ) 6個：この日、気温は30度にもなった。
  - ジンジャーブレッドでできた建築物
- 第9週（準決勝）：ペイストリー
  - プチフール 3種36個
  - フレイジャーケーキ(苺、カスタードクリームなどを使ったフランスのケーキ)
  - シュー生地で作るペイストリー
- 第10週（決勝）
  - ピティヴィエ
  - フォンダンファンシー 25個
  - シフォンケーキ　テーマは「ベイカー個人の2012年の象徴」

### 第4シーズン（2013年）
- 第1週：ケーキ：全体を通してベイカー数人が指を切ってしまうアクシデントがあった。
  - サンドイッチケーキ（ジャムやクリーム、アイシングなどをスポンジ生地で挟んで積み上げたケーキ）
  - レモンとパッションフルーツのソースをかけたエンジェルフードケーキ：あるベイカーが砂糖と間違えて塩を大量に入れるアクシデントがあった。
  - チョコレートケーキ　ミルク、ホワイト、ダークなど少なくとも2種のチョコレートを飾り付けに用いること：あるベイカーがケーキ生地をオーブンに入れた後、タイマーをスタートするのを忘れるというアクシデントがあった。
- 第2週：パン
  - ブレッドスティック 36本　イースト菌で醗酵させた長さ25cmのもの：あるベイカーが焼いたグリッシーニが1本落としてしまうも、別のベイカーが寸前でキャッチするアクシデントが、また、あるベイカーが焼いたグリッシーニを1本落としてしまうアクシデントがそれぞれあった。
  - イングリッシュ・マフィン 8個 　オーブンではなく鉄板かホットプレートで焼くこと：あるベイカーが醗酵させていたマフィンを、スーが誤ってヒジで押しつぶしてしまうアクシデントがあった。
  - 美しく成形して装飾したローフ：あるベイカーが課題とはかけ離れたローフを作るアクシデントがあった。
- 第3週：デザート：2人が脱落した。
  - トライフル：あるベイカーが誤って他人のカスタードを使ってしまうアクシデントがあった。その影響で、互いのトライフル全体の審査とカスタード単独の審査を切り離して審査している。
  - イル・フロッタント（Ile flottante、スプーンで卵形に丸めたメレンゲをカスタードソースで蒸し煮し、飴細工を飾った菓子）：あるベイカーがメレンゲの出来に納得できず、一から作り直すアクシデントがあった。
  - プチフール 24個（ビスケットベースとスポンジベースの2種 スポンジの味をチョコ味にしたり、飴を飾り付けするのは自由）：あるベイカーが焼いたスポンジが型から外せられないアクシデントがあった。
- 第4週：パイとタルト
  - ダブルクラストのフルーツパイ　生地はスイートかショートクラストであること
  - カスタードタルト 12個
  - フィロ生地のパイ
- 第5週：ビスケットとトレイベイク
  - トレイベイク（Traybake、円筒形のケーキ型ではなくトレイに流し込んで焼き、四角く切り分けたケーキ）ただし、飾りつけに使うキャラメルやマシュマロは一から作ること。
  - チュイール 18個（屋根型と葉巻型の2種）
  - 高さ30cm以上のビスケットのタワー：あるベイカーのタワーが時間切れ直前に崩壊するアクシデントがあった。
- 第6週：菓子パン(Sweet Dough)
  - ティー・ローフ（tea loaf、様々な茶類を素材にしたローフ）
  - アプリコット・クーロンヌ（apricot couronne、アプリコットを具材にし、ねじった生地を環状にした王冠を模したパン） 8個
  - ヨーロッパの菓子パン(European sweet buns) 2種24個　発酵に長時間かかるため、通常2日目に行われるマスターピースチャレンジが1日目の最後にスタートした。
- 第7週：ペイストリー
  - スエット・プディング
  - チョコレートをかけたルリジューズ 8個
  - パフペイストリー 36個（フィリングを詰めたもの、アイシングしたもの、ベイカー独自のものの3種）：あるベイカーが生地をバターで包むという斬新な方法で作るも、不発に終わるアクシデントがあった。
- 第8週（準々決勝）：グルテンフリー、デイリーフリー（乳製品不使用）
  - 小麦粉を使わないローフ
  - ヘーゼルナッツのダックワーズ
  - 奇抜な立体ケーキ　デイリーフリーであること、また野菜を使用すること：あるベイカーが作る乳製品不使用のバタークリームの材料が入ったボウルが割れるアクシデントがあった。
- 第9週（準決勝）：フレンチ・ペイストリー
  - 甘くないカナッペ　36個（シュー生地、ショートクラスト生地またはラフパフ生地、自由に選んだ生地の3種）
  - シャルロット・ロワイヤル（ドーム状の型の内側に薄切りしたロールケーキを隙間なく貼付け、中にフルーツ入りのババロアを流しいれて固めたデザート）：ババロアを冷やし固める時間を取るため、試食と結果発表は翌日行われた。
  - オペラケーキ
- 第10週（決勝）
  - ピクニック・パイ（Picnic Pie、箱型のペイストリー生地に肉や野菜などを層状に詰めて焼き、冷えた状態で切り分けて食べるパイ）
  - プレッツェル　2種12個
  - 3段重ねのウェディングケーキ

### 第5シーズン（2014年）
- 第1週：ケーキ
  - ロールケーキ：あるベイカーはキャラメルナッツを作ろうとマカダミアナッツをキャラメリゼするはずが、時間の都合上糖衣かけに変更する機転を利かせたアクシデントがあった。さらに、ベイカーの数人がクリームなどを巻き込む際に、ケーキ生地が割れるというアクシデントがあった。
  - チェリーケーキ(cherry cake)：あるベイカーは飾り用のチェリーまで生地に使うというアクシデントがあった。
  - イギリスの伝統的なケーキ(classic British cake) ミニサイズを36個：スーがあるベイカーが作ったクリームをメルから守ろうと勝手に持って行ったり、別のベイカーが作ったケーキ生地をつまみ食いするというご乱心のようなアクシデントがあった。
- 第2週：ビスケット
  - 甘くないビスケット 36枚
  - 片面にチョコレート掛けしたフロランタン 18枚
  - 物語の立体ビスケット（3D biscuit scene、他の支え無しで自立するビスケットのみを用いて、物語性のある一場面を立体的に作る）：あるベイカーは焼き時間か温度を見誤ったせいで焼いたクッキー生地が崩れるというアクシデントがあった。
- 第3週：パン
  - ライ麦のロールパン 12個
  - チャバッタ（イタリアの伝統的な平たいパン。内部に気泡があり、もっちりしている） 4個
  - 具入りパンのセンターピース（bread centrepiece、食卓の中央に置くにふさわしい装飾のある大きな調理パン）
- 第4週：デザート
  - セルフソーシングプディング（self-saucing pudding、フォンダン・オ・ショコラのように焼けたスポンジの中からトロっとしたソースが流れ出るプディング） 8個
  - ティラミスケーキ
  - ベイクド・アラスカ（スポンジケーキとアイスクリームやソルベをメレンゲで覆い、表面にバーナーで焼き目をつけたデザート）：収録日はこの年一番の暑さを記録し、複数のベイカーが同じ冷蔵庫を使用した結果、あるベイカーのアイスクリームが室温に放置されて溶解してしまい、さらにそのベイカーが激昂し、スーの制止も無視して自分の作品を捨ててしまい、作品未提出で審査不可能というアクシデントが発生した。後日番組で用意した冷蔵庫5台のうち2台が故障し、冷却スペースが不足していた事をスタッフが明かしている[6]。
- 第5週：パイとタルト:競技開始前に、あるベイカーが健康上の理由でリタイアするハプニングがあった。奇しくもそのベイカーは、先述した第4週での事件の元凶とも呼べる人物であった。
  - ファミリーサイズのカスタードタルト
  - ミニ洋梨パイ（シナモンなどの入ったシロップで煮た丸ごとの洋梨に、細く切ったパイ生地を螺旋状に巻き付けてオーブンで焼いたもの） 6個
  - ティアードパイ（tiered pie、大きさを変えて複数段に積み重ねたパイ） 3段以上で、支えなしで自立するもの：あるベイカーが焼いたタルト生地から肉汁が漏れるというアクシデントがあった。
- 第6週：ヨーロッパのケーキ(European Cakes):前週であるベイカーがリタイアしたことと、全体を通して大接戦であることから出来の悪いベイカーがいなかったこと、さらには下位の2名のベイカーの差が全くつかなかったため、審査員の協議の結果、全員進出するという（いい意味での）アクシデントがあった。
  - イースト菌で醗酵させた（ベーキングパウダーを使っていない）、クグロフやサヴァランのようなヨーロッパのケーキ
  - プリンセストルタ（三層のスポンジの間にジャムとカスタードを重ね、ホイップクリームでドーム型に覆ったものに、薄く伸ばした緑色のマジパンをかぶせてなめらかな丸い形に仕上げたスウェーデンのケーキ） マジパン製の小さなバラの飾りとチョコレートのパイピングを施すこと
  - ドボシュトルタ（Dobos torta、薄いスポンジとチョコレートクリームを多層に重ねたハンガリーのケーキ） 生地やクリームに必ずキャラメルを使い、独創的なキャラメル細工を飾ること
- 第7週：ペイストリー
  - 甘くないペイストリー 12個：審査中にメルがベイカーたちの焼いたペイストリーを1個もらい、ポケットに入れて行く。最後の一人分はポケットが一杯で入り切らず、ポールに「今食べてしまえ」と促されその場で食べ始めた。
  - クイニーアマン 12個：外見も製法も知る者がなく、初めて取り組み多くのベイカーが審査員のレシピに困惑する中、一人のベイカーが読み解きと勘だけでほぼ正解を出した。
  - エクレア 2種24個
- 第8週（準々決勝）：パン生地 上級編（Advanced Dough）
  - バターと卵に富んだリッチな生地で作る、フルーツが入った甘いパン。ただしパン型は使わないこと：あるベイカーは発酵の際に、電子レンジを使うという禁じ手といえる手段を取るアクシデントがあった。
  - ポヴィティツァ（[7]povitica、ナッツのフィリングを渦巻状に巻き込んでパン型に入れて焼いたスロヴェニアのパン）:あるベイカーが図らずもポヴィティツァのアレンジレシピでオリジナルチャレンジに臨み、テクニカルチャレンジの課題は変更されなかったので近似したベイキングが連続する事になった。焼き上げが非常に難しく、全員加熱不足を指摘され、半数は「食べられない」と評価されている（通常ポヴィティツァは約1時間の焼き時間を要するパンであり、1位評価されたベイカーの焼き時間が50分に対し、最下位評価されたベイカーの焼き時間はたったの25分だった。）。
  - ドーナッツ 2種36個：あるベイカーのドーナッツ生地が過発酵を起こすというアクシデントがあった。
- 第9週（準決勝）：パティスリー
  - バクラヴァ（フィロ生地でナッツのフィリングを巻いた後、渦巻き状に整形して焼き、シロップをかけたトルコ風のペストリー） 2種24個
  - シヒトトルテ（schichttorte、バームクーヘンのように生地を薄く多層に重ねてグリルで焼いたドイツのケーキ）　表面にチョコレートでグレーズを施し、白いアイシングで装飾する。生地の層は20層あること
  - アントルメ（entremet）　技巧を凝らした独創的なもの　2種24個
- 第10週（決勝）
  - ヴィエノワズリー（クロワッサンのようなパイ生地のパン） 2種24個
  - ヴィクトリア・サンドイッチ（スポンジケーキにクリームとジャムを挟んだもの）、タルト・オ・シトロン（レモンクリームのタルト）、スコーン　各12個
  - ピエスモンテ（Piece Montee、豪華で巨大かつ複雑な装飾菓子）　各ベイカーが思い入れを持つ何かの形にすること：あるベイカーはスポンジ生地を作るのに機械を動かす際、材料をぶちまけるというアクシデントがあった。

### 第6シーズン（2015年）
- 第1週：ケーキ
  - マデイラケーキ
  - クルミのケーキ　刻んだクルミを入れた三層のスポンジにバタークリームをはさみ、全体をメレンゲで覆って、キャラメライズしたクルミを10粒飾ること
  - ブラックフォレストケーキ　（チェリーと生クリーム、キルシュヴァッサーを使ったチョコレートケーキ）
- 第2週：ビスケット
  - ビスコッティ（二度焼きして堅く焼き上げたイタリアの焼き菓子）　形と大きさが揃ったもの　24個
  - アルレット（Arlette、パイ生地をうずまき状に丸めて薄くのばし、カリッと焼いたシナモン風味の焼菓子）  8個　
  - ビスケットボックス入りのビスケット（ビスケット36個とそれを入れるビスケットで作った箱）中身と箱は異なる生地のビスケットであること：あるベイカーが焼き上げたドーム状のビスケットを、スーが押しつぶしてしまうアクシデントがあった。
- 第3週：パン
  - ソーダブレッド（醗酵させず、膨張材として重曹やベーキングパウダーを用いたパン） 型を使わないもの 2個
  - バゲット （棒状のフランスパン）4個
  - 3Dパンアート（3D bread sculpture） 異なる生地のパン3種を使い、うち一つにはフィリングを入れること
- 第4週：デザート
  - クレームブリュレ　バーナーを使わずグリルで表面をキャラメリゼすること　12個
  - スパニッシュ・ウィンドトルテ（Spanische Windtorte、フレンチメレンゲを中空の円筒型にカリっと焼き、もっちりしたスイスメレンゲ、イチゴ、ラズベリーで出来たフィリングを詰めた、オーストリアのデザート）　全面にパイピングを施し、マジパンで作ったスミレの花で飾ること
  - ベイクドチーズケーキのタワー　少なくとも3段に重ねたもの
- 第5週：代替食材（Alternative Ingredients）
  - 砂糖を使わないケーキ　ハチミツや他のシロップ、フルーツなどで甘みをつけること
  - グルテンフリーのピタパン　小麦粉から生成するグルテンの代わりにオオバコ粉を使用すること　12枚
  - 乳原料を使わないアイスクリームロール　バターを使わずに焼いたスポンジにジャムを塗り、乳原料を使わずに作ったアイスクリームを棒状に巻くこと
- 第6週：ペイストリー
  - フランジパーヌのタルト（Frangipane tart、アーモンド風味のクリームとフルーツのタルト）
  - フラウナ（Flaoun、キプロスでイースターに食べられているチーズ入りペイストリー） フィリングにはレーズンとチーズを、香り付けにマハレブ（チェリーの種子の核を粉にしたもの）とマスティックを用い、外側に白ゴマをまぶしたもの 12個
  - ヴォロヴァン（肉や魚介など様々な具を入れた円筒形の小さなパイ）　2種48個
- 第7週：ヴィクトリア調（Victorian）
  - ゲーム・パイ（Game Pie、ジビエのパイ）
  - テニスケーキ（Tennis fruit Cake、ドライフルーツを混ぜ込んで焼いたケーキにアーモンドペースト、緑に着色したシュガーペーストを重ね、ロイヤルアイシングで作ったネット、テニスラケット、ラインを飾ってテニスコートを模したケーキ）
  - シャルロット・リュス（charlotte russe、ババロアとゼリーを重ね、レディ・フィンガーで周囲を囲ったデザート）
- 第8週（準々決勝）：ペイストリー
  - クリームホーン（cream horn、円錐状に焼いてクリームを詰めたペイストリー）　2種24個
  - モカティーヌ（Mokatine、ジェノワーズでコーヒー味のクリームを挟んだ四角いケーキ）クレーム・オ・ブール（バタークリーム）でパイピングを施し、上面はフォンダンで覆うこと　9個
  - ルリジューズ・ア・ランシェンヌ（Religieuse a l'ancienne、エクレアのタワー）各層の土台をショートクラストで作って3段以上に重ね、支えなしで2時間以上自立すること
- 第9週（準決勝）：チョコレート
  - チョコレートタルト
  - チョコレートのスフレ：賞味時間の短いスフレの特性から、ベイカー毎に開始時間をずらしてスタートする形式で行われた。
  - チョコレートの立体的なオブジェ　必ずホワイトチョコレートとビスケットを取り入れること
- 第10週（決勝）
  - フィリング入りのアイシング・パン　2種16個
  - ラズベリーのミルフィーユ　三層で、上面に白とピンクのストライプ柄のアイシングを施すこと
  - イギリス伝統のケーキ　同一の生地で大きさの違う複数のケーキを焼き、すべて同じ焼き上がりであること

### 第7シーズン（2016年）
- 第1週：ケーキ
  - ドリズルケーキ（drizzle cake、仕上げに様々な香味のシロップを染み込ませたケーキ） 全体を均一にしっとりさせること
  - ジャファケーキ（jaffa cake、スポンジ生地の上にオレンジのゼリーをのせ、チョコレートでコーティングしたもの） マフィン型を用い、仕上げのチョコレートに伝統的な格子模様を入れること　12個
  - ミラーケーキ（mirror glaze cake） ジェノワーズ生地のケーキの表面をチョコレートやアイシングで鏡のように滑らかに仕上げること
- 第2週：ビスケット
  - アイシング・ビスケット　同じ厚さ、同じ食感、同じ焼き色で、アイシングにより同一の装飾を施したもの　24個
  - ヴィエニーズワール（Vienna Whirls、渦巻き型に搾り出して焼いた円盤状のショートブレッド生地でバタークリームとラズベリージャムを挟んだもの）　12個
  - 3Dのジンジャーブレッドでつくる物語　ベイカーそれぞれの思い出に残る物語を表現する。但し、高さ30cm以上であること、また8体以上の人物や物体を登場させること
- 第3週：パン
  - チョコパン　チョコレートを使うのはフィリングでも生地でもデコレーションでも良い
  - ダンプフヌーデル（Dampfnudel、深底のフライパンや鍋に醗酵させた生地を丸めて並べ、牛乳とバターで蒸し焼きして作るドイツの蒸しパン）　プラムソースとバニラカスタードソースを添えること　　12個
  - 編込みパンのオブジェ　3種類の小麦粉を使用すること
- 第4週：バッター（batter、小麦粉、卵などを水や牛乳で溶いた生地）
  - ヨークシャープディング　すべて均一な膨らみ具合にし、甘くないフィリングを詰めること　24個
  - レースのパンケーキ　ハート型のもの　12個（最初の試作1個は勘定に含まない）
  - チュロス　36個
- 第5週：ペイストリー
  - 朝食用ペイストリー（breakfast pastrie）　デニッシュ生地を用いたもの　2種各12個　計24個
  - ベイクウェルタルト（feathered Bakewell tart）　ラズベリージャムとフランジパーヌをフィリングにし、ピンクと白の矢羽模様のアイシングを施すこと
  - フィロ生地のアミューズ（filo amuse-bouche）　甘いものと甘くないもの　2種各24個　計48個
- 第6週：植物（Botanical）
  - シトラスメレンゲパイ　種類は問わないがシトラスのフィリングを用いること
  - ハーブのフーガス（leaf-shaped herb fougasse、プロヴァンス地方の伝統的な木の葉型パン）　2個
  - 3段以上の花のケーキ
- 第7週：デザート
  - ファミリーサイズのルーラード（roulade）　
  - マルジョレーヌ（Marjolaine、ダックワーズでプラリネ入りバタークリームとガナッシュを挟み、ガナッシュとナッツで飾ったフランスのケーキ）　長辺が20ｃｍの長方形の生地4枚を使って綺麗な3層をつくること、表面をガナッシュのパイピングと砕いたナッツで覆うこと
  - ミニムースケーキ　2種各12個　計24個
- 第8週（準々決勝）：チューダー朝（Tudor）
  - パイのディスプレイ（shaped pie with Tudor flavours）　複数の異なったパイをテーマに沿ってディスプレイすること。生地もフィリングも自由だが、中身が浸み出さず、切っても崩れないこと。
  - ジャンブル（jumble、キャラウェイ、アニスシード、メース入りのクッキーの一種）　ノットボール（knot ball）形とケルトノット（Celtic knot）形のものを各6個　計12個
  - マジパンのオブジェ（marchpane (marzipan) cake）　立体的ですべて食べられること。マジパンはすべて手作りすること
- 第9週（準決勝）：パティスリー
  - パルミエ（palmier、両端から巻きこんだパイ生地を輪切りにして焼いたパイ菓子 甘くないもの2種各12個　計24個　
  - サバラン（Savarin）
  - フォンダン・ファンシー（fondant fancy、小さくカットしたスポンジにバタークリームなどをはさみ、フォンダンでコーティングしたケーキ）　2種各18個　計36個
- 第10週（決勝）
  - メレンゲの王冠（meringue crown、焼き上げたメレンゲを最低でも3層以上に積み上げてフィリングを挟み、王冠のように装飾したケーキ）
  - ヴィクトリアン・サンドイッチ　ラズベリージャムとバタークリームを挟むこと
  - 女王陛下にふさわしいピクニック：チョコレートケーキ1台、甘くないスコーン12個、ミニキッシュ12個、フルーツとカスタードのタルト12個　計49個

### 第8シーズン（2017年）
- 第1週：ケーキ
  - フルーツケーキ　ファミリーサイズで、生のフルーツを必ず使用
  - チョコレート・ミニロール 12個　チョコ味のスポンジにミント味のクリームを巻きチョコをかけたもの
  - 本物そっくりケーキ　ケーキには見えないケーキで、サイズは実物大であること

- 第2週：ビスケット
  - サンドビスケット 24個　フィリングはオリジナルのもの
  - フォーチュンクッキー　アーモンド風味とオレンジ色のものを6個ずつ計12個で中にはおみくじを入れること
  - ビスケットのボードゲーム　直径40センチ以上で味は8種以上、遊んで食べられること

- 第3週：パン
  - ティーケーキ 12個　均一な丸い形でフルーツも均等に配分されていること
  - コテージローフ　生地は手でこねること
  - パンのアート　着色料ではなく自然の素材で3色以上の色をつけること
- 第4週：キャラメル
  - ミリオネアショートブレッド (ショートブレッド、キャラメル、チョコレートの3層でできたお菓子)18個
  - ストロープワッフル 12枚　ワッフルの間にキャラメルを挟む。ワッフルは1枚だけ余分に練習用として焼くことができる
  - キャラメルケーキ　3層のスポンジケーキにキャラメルの飴細工などで飾り付けをする
- 第5週：プディング
  - スチームプディング　コンポートやカスタードを添えること
  - ピーナツバター入りチョコレートプディング 6個　審査員が焼き立てを試食するため調理開始時間を1人ずつずらす
  - トライフルテリーヌ　カスタードかムースにゼリーを重ねること
- 第6週：ペイストリー
  - ショートクラスト生地を使った甘くないパイ 4個
  - パステル・デ・ナタ（ラフパフ・ペイストリー） 12個
  - ハンドレイズドパイ　ファミリーサイズで甘くないパイであればフィリングは自由だがツヤ出ししたフルーツを上に飾ること
- 第7週：イタリアン
  - カンノーリ 18個　フィリングは3種
  - マルゲリータ　成形には麺棒を使わず、空中に投げ上げるピザ回しで行うこと
  - スフォリアテッレ（フレイキーペストリー） 24個　フィリングは2種
- 第8週（準々決勝）：忘れられたベイキング
  - ベッドフォードシャー・クランガー（甘いものと甘くないものの2種類のフィリングが入った細長いパイ）
  - ラムニッキー（ラム酒漬けのフルーツが入り上部は格子模様になったスイーツ・ショートクラスト）　添えるラムバターも手作りすること
  - サヴォイケーキ（バターなどの脂肪分を使わない軽いスポンジを何段も重ねたヴィクトリア朝のケーキ）
- 第9週（準決勝）：パティスリー
  - シュークリーム 24個　アイシングをしたものと砂糖がけのシュークラックランの2種
  - ミゼラブル 9個　クリーム3層、スポンジ4層を重ねたもの
  - メレンゲのセンターピース（オブジェ）　フレンチ、イタリアン、スイスの3種のメレンゲから最低2種を使用すること
- 第10週（決勝）
  - パン 3種12個　1種は成形すること、1種は小麦を使わないこと
  - ジンジャービスケット 10枚　楕円形と四角形の2種ですべてに決められたアイシングを施すこと
  - アントルメ(多層ケーキ)　スポンジを含め5つの要素を入れること

## スピンオフ
ブリティッシュ ベイクオフ マスタークラス
番組の審査員を務めるメアリー・ベリーとポール・ハリウッドが、番組内で出題された課題のいくつかを実際に作り、そのコツを披露する料理番組。「ブリティッシュ ベイクオフ」各シーズンの終了後に放送される。
日本ではシーズン4のマスタークラス全4回を2018年6月より、シーズン5のマスタークラス全4回を2018年9月より、シーズン6のマスタークラス全4回を2019年3月よりDlifeで放送。
クリスマス ベイクオフ
2016年に撮影された特番。過去の出場者から選ばれた4名がクリスマスをテーマにした3つのチャレンジに挑み、優勝者1名が決定される。2回にわたって放送され、それぞれ異なるベイカーが出場した。
日本では2019年12月に全2回がDlifeで放送された。
ジュニア ベイクオフ
同番組のジュニア版で、おおむね9～12歳の参加者が腕を競い合う。2011年よりスタートし、2024年時点で10シーズンを数える。
日本では2022年にFOXチャンネルにて第1シーズンが放送され、2024年の第3シーズンの放送をもって、本編同様Dlifeに引き継がれた。
ソーイング・ビー （The Great British Sewing Bee）
ブリティッシュ ベイクオフと同じフォーマットで構成されたソーイング（裁縫）コンテスト番組。

## 日本国内リメイク
ベイクオフ・ジャパン
当番組の日本版。2022年4月22日よりアマゾンプライムにて配信。司会は、女優の坂井真紀と俳優の工藤阿須加。